# Cervone, Polonne
Cervone (în ucraineană Червоне) este un sat în comuna Rohovîci din raionul Polonne, regiunea Hmelnîțkîi, Ucraina.

## Demografie
Componența lingvistică a localității Cervone
     Ucraineană (99,3%)
     Alte limbi (0,7%)
Conform recensământului din 2001, majoritatea populației localității Cervone era vorbitoare de ucraineană (99,3%), existând în minoritate și vorbitori de alte limbi.